# Operophtera unicolor
Operophtera unicolor là một loài bướm đêm trong họ Geometridae.